# Південний вокзал (Пекін)
Південний вокзал Пекіна (кит. спр. 北京南站, піньїнь: Běijīng Nán Zhàn, акад. Бейцзін Нань чжань) - великий вокзал в південній частині столиці Китаю, який обслуговує залізничну станцію  Пекін-Південний.

## Історія
Вокзал відкрито 1 серпня 2008. Новий вокзал побудований на місці станції, відомої раніше як Мацзяпу і пізніше відомої як Юндінмень (до 1988) .
Вокзал є другим за величиною в Азії після Shanghai Hongqiao Railway Station і з'єднує Пекінський вокзал і західний вокзал Пекіна . Є третім за величиною пасажирським залізничним вузлом в Пекіні. Вокзал буде обслуговувати високошвидкісні поїзди, включаючи швидкісну дорогу Пекін-Тяньцзінь, які досягають швидкості 350 км/год .

## Розташування
Обслуговується 4-й лінією пекінського метрополітену. Також можна дістатися на автобусі (маршрути 300 і 458) і на таксі. Вокзал розташований приблизно в 7,5 км на південь від центру міста, між  другою та третьою  кільцевими дорогами.

## Галерея

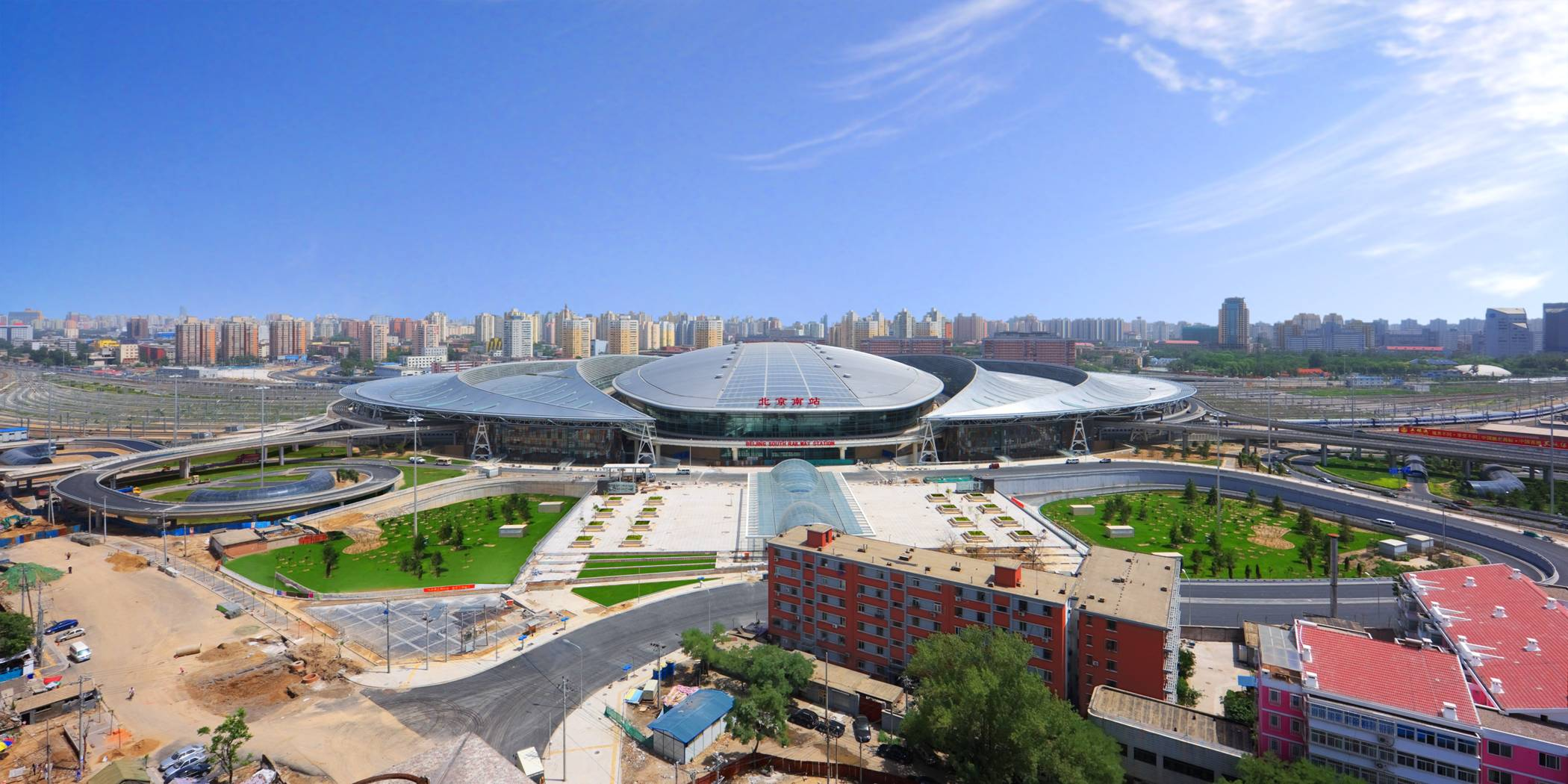
Південний пекінський вокзал
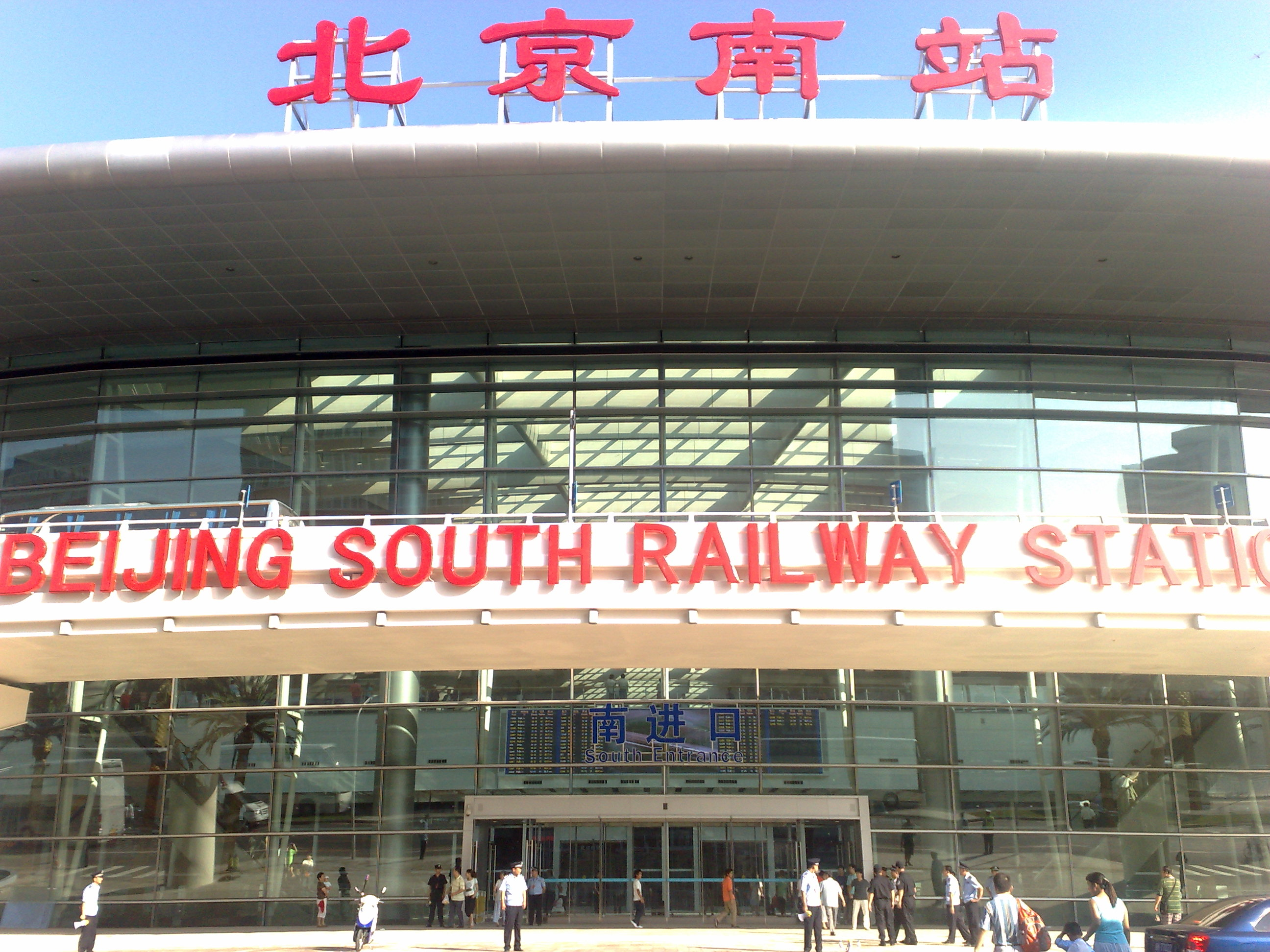
Південний вхід (зовні)
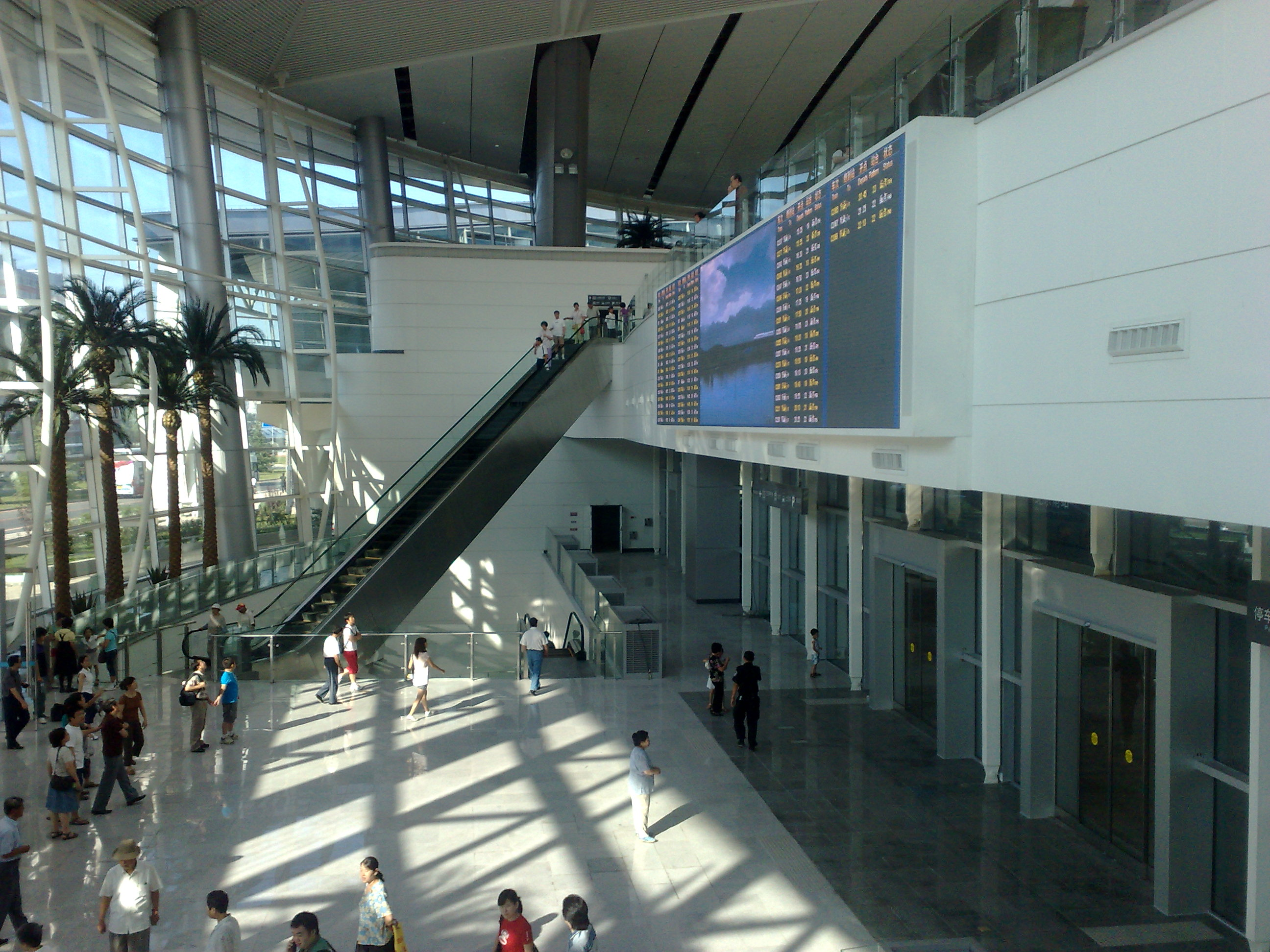
Південний вхід (зсередини)
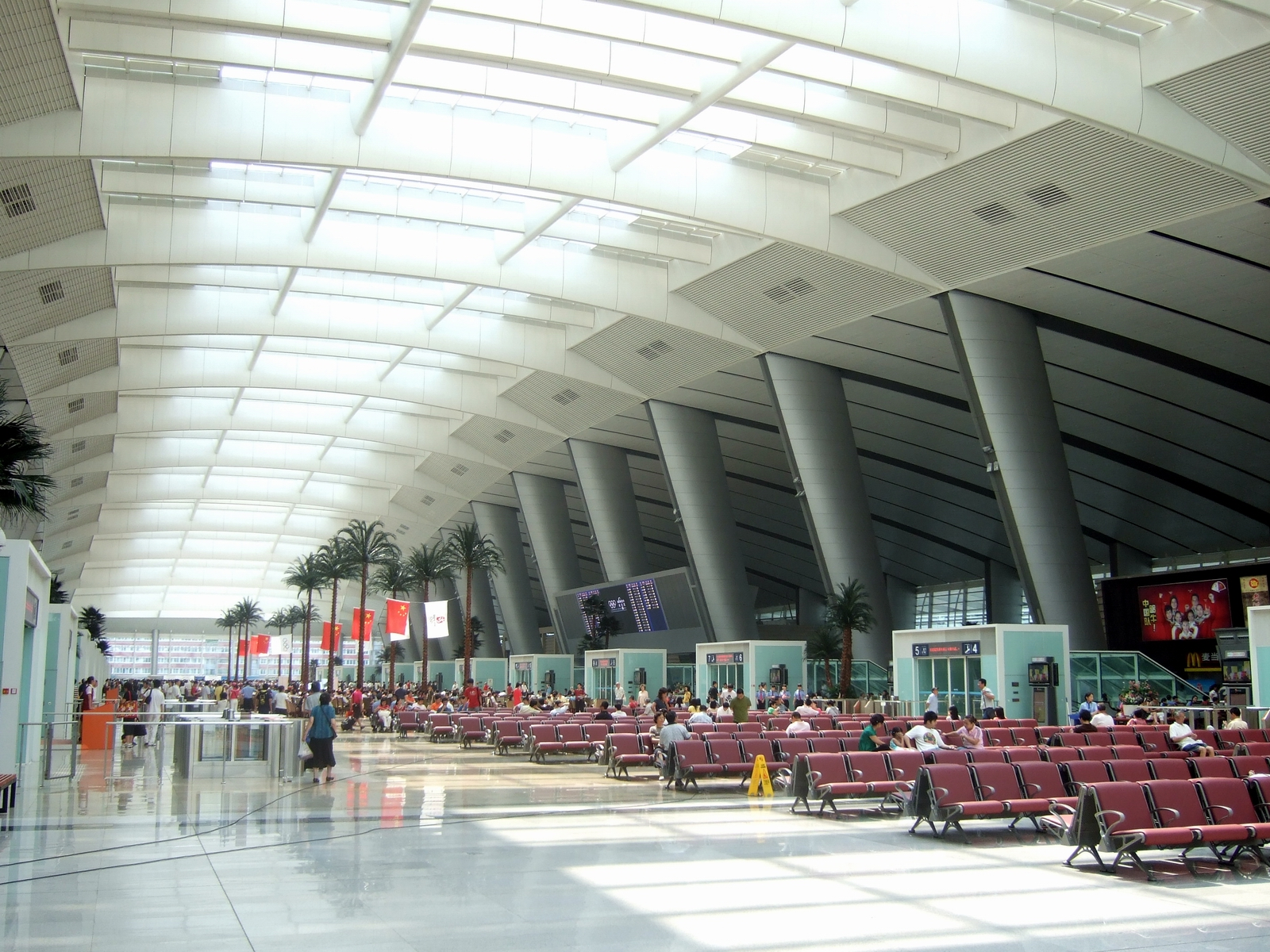
Зал очікування
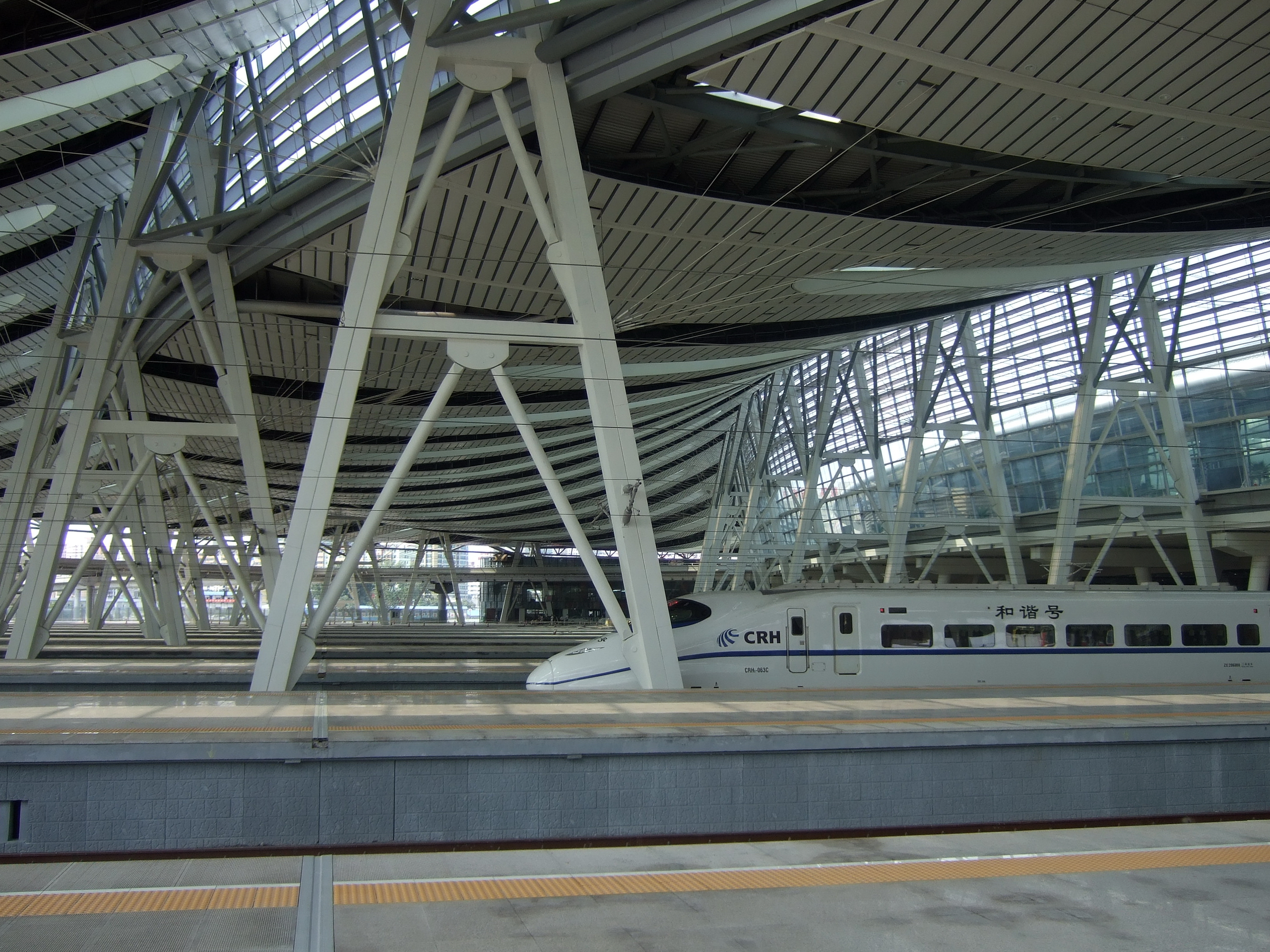
Високошвидкісний поїзд
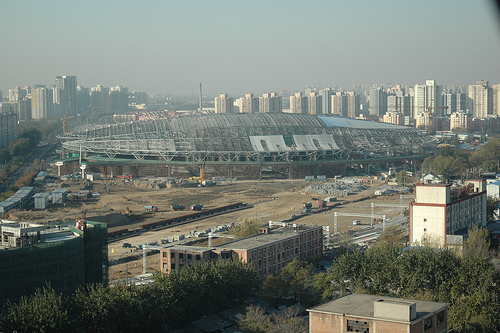
Південний пекінський вокзал 10 листопада 2007